# Liste der Körperschaften des öffentlichen Rechts im Deutschen Reich (1933–1945)
Im Zuge der Gleichschaltung des Staates, der NSDAP und weiter Bereiche der Gesellschaft im NS-Staat kam es zu einer Vermengung staatlicher Strukturen und solcher, die außerhalb dieses Zeitraums, typischerweise dem Privatrecht zugeordnet werden. Den hierbei geschaffenen Organisationseinheiten wurde häufig der Status einer Körperschaft des öffentlichen Rechts eingeräumt.

## Rechtsfolgen
Diese Gegebenheiten sind nicht nur von unmittelbarer historischer Bedeutung. Sie haben unter anderem auch Bedeutung im Hinblick auf die Rechtsnachfolge und auf das Urheberrecht. Hinsichtlich § 134 Urhebergesetz und Normen aus vorkonstitutionellem Recht, wie beispielsweise dem KUG und dem LUG, kann sich hieraus eine andere Berechnung der Schutzdauer von Werken derartiger juristischen Personen ergeben.

## Liste
- Nationalsozialistische Deutsche Arbeiterpartei[2]
- Nationalsozialistisches Fliegerkorps[3]
- Reichskulturkammer[4]
  - Reichsschrifttumskammer
  - Reichspressekammer
  - Reichsfilmkammer
  - Reichsrundfunkkammer
  - Reichstheaterkammer
  - Reichsmusikkammer
  - Reichskammer der bildenden Künste

- Reichsärztekammer[5]

- Deutsche Film-Akademie[6] „Anstalt des Reiches“

- Reichsakademie für Leibesübungen[7] „Sie ist eine Reichsbehörde.“
  - Reichssportamt[8] „Der Leiter dieser Behörde führt die Bezeichnung Reichssportführer“
    - („betreut“: Nationalsozialistischer Reichsbund für Leibesübungen[9][10] „von der NSDAP betreuter Verband“)

Siehe auch: Kategorie:Nebenorganisation der NSDAP